# UCI America Tour 2005
L'UCI America Tour 2005 fu la prima edizione dell'UCI America Tour, uno dei cinque circuiti continentali di ciclismo dell'Unione Ciclistica Internazionale. Era composto da trenta corse che si tennero tra gennaio e settembre 2005 nelle Americhe.

## Calendario

### Gennaio
| Data  | Prova                                        | Cat. | Vincitore      | Squadra               |
| ----- | -------------------------------------------- | ---- | -------------- | --------------------- |
| 8-21  | Vuelta al Táchira                            | 2.2  | José Rujano    | Colombia-Selle Italia |
| 9     | Copa América de Ciclismo                     | 1.2  | Nilceu Santos  | Scott-Marcondes Cesar |
| 16-23 | Tour do Brasil Volta Ciclística de São Paulo | 2.2  | Jorge Giacinti | Memorial/Santos       |

### Febbraio
| Data  | Prova                                | Cat. | Vincitore       | Squadra   |
| ----- | ------------------------------------ | ---- | --------------- | --------- |
| 8-20  | Vuelta a Cuba                        | 2.2  | Damián Martínez | Cuba      |
| 10-20 | Vuelta Ciclística por un Chile Líder | 2.2  | Edgardo Simon   | Argentina |

### Marzo
| Data  | Prova                                       | Cat. | Vincitore              | Squadra                        |
| ----- | ------------------------------------------- | ---- | ---------------------- | ------------------------------ |
| 9-13  | Volta Ciclística Internacional Porto Alegre | 2.2  | Jorge Alberto Giacinti | Memorial/Santos                |
| 18-27 | Vuelta Ciclista al Uruguay                  | 2.2  | Alvaro Tardaguila      | Dolores CC                     |
| 27-3  | Vuelta a Chile                              | 2.2  | Edgardo Simon          | Lider                          |
| 31-3  | Redlands Classic                            | 2.2  | Chris Wherry           | Health Net presented by Maxxis |

### Aprile
| Data  | Prova                                | Cat. | Vincitore        | Squadra                            |
| ----- | ------------------------------------ | ---- | ---------------- | ---------------------------------- |
| 7-10  | Tour of Puerto Rico                  | 2.2  | Wendy Cruz       | Selezione di Santiago              |
| 14-16 | Sea Otter Classic                    | 2.2  | Doug Ollerenshaw | Health Net presented by Maxxis     |
| 19-24 | Tour de Georgia                      | 2.1  | Tom Danielson    | Discovery Channel Pro Cycling Team |
| 24-29 | Vuelta Ciclista a El Salvador        | 2.2  | Cameron Hughes   | Subway                             |
| 25    | Campionati panamericani - Cronometro | CC   | Edgardo Simon    | Argentina                          |
| 30    | Campionati panamericani - In linea   | CC   | John Fredy Parra | Colombia                           |

### Maggio
| Data  | Prova                         | Cat. | Vincitore        | Squadra                        |
| ----- | ----------------------------- | ---- | ---------------- | ------------------------------ |
| 12-15 | Doble Sucre Potosi Grand Prix | 2.2  | Alvaro Sierra    | Orbitel                        |
| 25-29 | Volta do Paraná               | 2.2  | Mauricio Morandi | Scott-Marcondes Cesar          |
| 31    | Wachovia Invitational         | 1.1  | Greg Henderson   | Health Net presented by Maxxis |

### Giugno
| Data  | Prova                       | Cat. | Vincitore      | Squadra                        |
| ----- | --------------------------- | ---- | -------------- | ------------------------------ |
| 2     | Wachovia Classic            | 1.1  | Gordon Fraser  | Health Net presented by Maxxis |
| 5     | Wachovia USPRO Championship | 1.HC | Chris Wherry   | Health Net presented by Maxxis |
| 14-19 | Tour de Beauce              | 2.2  | Nathan O'Neill |                                |

### Luglio
| Data | Prova                       | Cat. | Vincitore           | Squadra               |
| ---- | --------------------------- | ---- | ------------------- | --------------------- |
| 8-17 | Tour de Martinique          | 2.2  | Frédéric Delalande  |                       |
| 9    | Prova Ciclistica 9 de Julho | 1.2  | Roberson Figueiredo | Scott-Marcondes Cesar |
| 24-7 | Vuelta a Colombia           | 2.2  | Libardo Nino        | Loteria de Boyaca     |

### Agosto
| Data  | Prova                                            | Cat. | Vincitore        | Squadra                        |
| ----- | ------------------------------------------------ | ---- | ---------------- | ------------------------------ |
| 5-14  | Tour cycliste de Guadeloupe                      | 2.2  | José Flober Peña |                                |
| 22    | USPRO National Criterium Championships           | 1.1  | Tyler Farrar     | Health Net presented by Maxxis |
| 28-7  | Volta Ciclística Internacional de Santa Catarina | 2.2  | Marcio May       | Scott-Marcondes Cesar          |
| 29-11 | Vuelta a Venezuela                               | 2.2  | José Chacon      |                                |

### Settembre
| Data | Prova                  | Cat. | Vincitore      | Squadra           |
| ---- | ---------------------- | ---- | -------------- | ----------------- |
| 4    | T Mobile International | 1.HC | Fabian Wegmann | Team Gerolsteiner |
| 17   | Univest Grand Prix     | 1.2  | Melito Heredia | GS Gotham/Toga    |

## Classifiche
Risultati finali
| Pos. | Corridore           | Squadra    | Punti  |
| ---- | ------------------- | ---------- | ------ |
| 1    | Edgardo Simon       | Colombia   | 238    |
| 2    | Damián Martínez     |            | 188    |
| 3    | Chris Wherry        | Health Net | 185    |
| 4    | Walter Pedraza      |            | 161    |
| 5    | Nilceu Santos       |            | 152    |
| 6    | Roberson Figueiredo |            | 140    |
| 6    | François Parisien   |            | 140    |
| 8    | Gordon Fraser       | Health Net | 138    |
| 9    | Marcio May          |            | 136    |
| 10   | José Chacon         |            | 134,66 |

| Pos. | Squadra                         | Punti |
| ---- | ------------------------------- | ----- |
| 1    | Health Net presented by Maxxis  | 766   |
| 2    | Colombia-Selle Italia           | 438   |
| 3    | Symmetrics Cycling Team         | 220   |
| 4    | Jelly Belly-Pool Gel            | 200   |
| 5    | Navigators Insurance Cycling T. | 194   |
| 6    | Kodak-Sierra Nevada             | 143   |
| 7    | Naturino-Sapore di Mare         | 120   |
| 8    | Webcor Builders Cycling Team    | 104   |
| 9    | Express Racing                  | 81    |
| 10   | Colavita-Sutter Home            | 78    |

| Pos. | Nazione     | Punti   |
| ---- | ----------- | ------- |
| 1    | Brasile     | 1 458   |
| 2    | Argentina   | 1 356   |
| 3    | Colombia    | 1 162   |
| 4    | Stati Uniti | 1 000,6 |
| 5    | Venezuela   | 841,3   |
| 6    | Canada      | 832     |
| 7    | Cuba        | 612     |
| 8    | Cile        | 496     |
| 9    | Messico     | 404     |
| 10   | Perù        | 240     |